# Pouthisat (provincie)
Pouthisat (ook wel Pousat) is een provincie (khett) in het westen van Cambodja, de hoofdstad is Pouthisat.
De provincie is verdeeld in 6 districten:
- 1501 Bakan
- 1502 Kandieng
- 1503 Krakor
- 1504 Phnum Kravanh
- 1505 Sampov Meas
- 1506 Veal Veaeng